# Holmtjärnen (Glava socken, Värmland)
Holmtjärnen är en sjö i Arvika kommun i Värmland och ingår i Göta älvs huvudavrinningsområde. Sjön har en area på 0,403 kvadratkilometer och ligger 205,8 meter över havet.

## Delavrinningsområde
Holmtjärnen ingår i det delavrinningsområde (659656-131666) som SMHI kallar för Inloppet i Kolsjön. Medelhöjden är 213 meter över havet och ytan är 13,68 kvadratkilometer. Det finns inga avrinningsområden uppströms utan avrinningsområdet är högsta punkten. Kolån som avvattnar avrinningsområdet har biflödesordning 4, vilket innebär att vattnet flödar genom totalt 4 vattendrag innan det når havet efter 268 kilometer. Avrinningsområdet består mestadels av skog (93 procent). Avrinningsområdet har 0,86 kvadratkilometer vattenytor vilket ger det en sjöprocent på 6,3 procent.